# Mezőségi földikutya
A mezőségi földikutya (Spalax antiquus) az emlősök (Mammalia) osztályának a rágcsálók (Rodentia) rendjébe, ezen belül a földikutyafélék (Spalacidae) családjába tartozó faj.

## Rendszertan
Két közeli rokona van, a Bukovinában élő bukovinai földikutya és a Havasalföldön (Olténiában és Munténiában) élt kihalt román földikutya. A faj akkor alakult ki, amikor a Kárpátok kiemelkedett és utána feltételezhető, hogy a kis földikutyák, amelyek jóval később jelentek meg ezen a területen - egyébként sokkal hatékonyabban kolonizálnak, mint a nagy földikutyák - nyomultak be a mostanra kettévált bukovinai és román földikutya elterjedési területére és jóval több, mint fél millió évvel ezelőtt a kis földikutyáknak a megjelenése ezen a területen elválasztotta ezt a két csoportot.

## Előfordulás
Kizárólag az Erdélyi-medencében fordul elő, annak is a központi és a déli területein, a Kolozsvár-Beszterce vonaltól délre. A fajhoz köthető előfordulási adatok az erdélyi Mezőségből, továbbá Aranyosszékből, Marosszékből, a Maros-mezőről és a Küküllő-menti-dombságból, valamit a Szászföldről (Székások-dombsága, Hortobágy-dombság, Oltmelléki-dombság) és a Szebeni-medencéből ismertek.
Négy populációja ismert, mindegyik nagy kiterjedésű élőhelyen található. A faj teljes világállománya 3500 és 4000 egyed között ingadozhat.

### Ajtonyi populáció
Az Ajtony, Mezőőr, Kolozs, Palackos települések közelében levő állomány a legnagyobb, kiterjedése meghaladja a 19 ezer hektárt. Egyedszámát 2500-2600-ra becsülik.

### Tordai populáció
A Torda mellett a jól ismert Tordai-hasadék keleti oldalánál kezdődő populáció élőhelye megközelíti a kétezer hektárt. Egyedszámát 500 körülire becsülik.

### Budatelki populáció
A Budatelke, Katona és Mócs települések közelében fekvő populáció élőhelye megközelíti a kétezer hektárt. Egyedszámát 500 körülire becsülik.

### Nagyenyedi populáció
A legkisebb Nagyenyed közelében található állomány egyedszáma is biztosan meghaladja a 100-at.

## Megjelenése
Testtömege mindig 400 g feletti, de jóval meghaladhatja a fél kilogrammot is. Szembetűnően erős testfelépítésű, a fejtetőn is látható  a vaskos rágóizmok tapadási helye. Érdekes, csupán a nagytestű földikutyákra jellemző viselkedéselem, hogy ha megzavarják, morgó hangot hallat.